# Borazjan
Borāzjān (farsi برازجان) è il capoluogo dello shahrestān di Dashtestan, nella provincia di Bushehr. 
Nel 2005, negli scavi dell'antico palazzo di Bardak–e Siah a Doroudgah-e Borazjan, è stato ritrovato un rilievo di Dario il Grande ed una tavoletta, che è stata decifrata, scritta in neo-babilonese.